# 溝井英一デービス
溝井 英一デービス（みぞい えいいちでーびす、1983年8月1日 - ）は、日本の脚本家。東京都出身。スターダストプロモーション関連のSTARDUST CREATORS所属。

## 人物
慶應義塾大学文学部卒業。母親がコロンビア人で、日本語とスペイン語のネイティブ。

## 脚本
- EVOL（DMM TV 2023）[3]
- SUPER RICH（フジテレビ 2021）
- NASAKE3（東北博報堂 2019）
- 蒼蒼たり（Rakuten TV MIJIKA 2019）
- 癒されたい男（テレビ東京 2019）
- NASAKE2（東北博報堂 2019）
- マネーの扉（博報堂 2018）
- NASAKE（東北博報堂 2018）
- After drama（ROBOT 2017）
- 将棋めし（フジテレビ 2017）
- ハツコイ（三浦翔平デビュー10周年記念全国イベント内 朗読劇 作/演出 2017）
- 花火大会（三浦翔平デビュー10周年記念全国イベント内 朗読劇 作/演出 2017）
- 龍が如く 魂の詩。（GEOチャンネル 2016）
- モンキーパーマ3（ひかりTV 2015）
- アグレッサー（全天周シアター 2015）
- 約束のアルバム（Web 2015）
- 劇場版ゆうとくんがいく(映画  2014)
- クレヨンしんちゃん(テレビ朝日  2014)
- 漫画ゆうとくんがいく(ＫＫベストセラーズ 2014)
- ゆうとくんがいく（ディズニーXDチャンネルアニメ  2013）
- 花のズボラ飯（TBS/MBS  2012）
- ピースボート -Piece Vote-(日本テレビ  2011)
- ヒカリ、その先へ(映画 2010)
- シンデレラ（iTunes：電子絵本アプリ カケルブック 2010）
- 三代目明智小五郎〜今日も明智が殺される〜(TBS/MBS  2010)
- ザ・休み時間2(ディズニーチャンネル  2009)
- スタートライン（Web 2009）
- ザ・休み時間（ディズニーチャンネル 2008）

## 脚本協力
- 監察医朝顔（フジテレビ 2019）